# Essentiellement unique
En mathématiques, le terme essentiellement unique est utilisé pour indiquer que, bien qu'un objet ne soit pas le seul qui satisfait certaines propriétés, tous ces objets sont « les mêmes » dans un certain sens approprié aux circonstances. Cette notion d'identité est souvent formalisée à l'aide d'une relation d'équivalence.
Une notion liée est une propriété universelle, où un objet n'est pas seulement essentiellement unique, mais unique à un unique isomorphisme près (ce qui signifie qu'il a un groupe d'automorphismes trivial). En général, étant donnés deux exemples isomorphes d'un objet essentiellement unique, il n'y a pas d'isomorphisme naturel (unique) entre eux.

## Exemples

### Théorie des ensembles
Le plus fondamentalement, il y a un ensemble essentiellement unique pour toute cardinalité, que l'on note les éléments {1,2,3} ou {a,b,c}.
Dans ce cas, la non-unicité de l'isomorphisme (1 correspond-il à a, b ou c ?) est reflétée dans le groupe symétrique.
D'autre part, il y a un ensemble ordonné essentiellement unique de toute cardinalité finie donnée : si l'on écrit {1<2<3} et {a<b<c}, alors le seul isomorphisme préservant l'ordre est celui qui associe 1 à a, 2 à b et 3 à c.

### Théorie des groupes
Supposons que l'on cherche à classer tous les groupes possibles. Nous trouverions qu'il y a un groupe essentiellement unique contenant exactement trois éléments, le groupe cyclique d'ordre trois. Peu importe la façon d'écrire ces trois éléments et de noter l'opération du groupe, tous ces groupes sont isomorphes et, par conséquent, "les mêmes".
À l'inverse, il n'y a pas de groupe essentiellement unique avec exactement quatre éléments car il y a deux exemples non isomorphes : le groupe cyclique d'ordre 4 et le groupe de Klein.

### Théorie de la mesure
Supposons que nous sommes à la recherche d'une mesure localement finie, invariante par translation et strictement positive sur la droite des réels. La solution à ce problème est essentiellement unique : toute mesure de ce type doit être un multiple de la mesure de Lebesgue. En précisant que la mesure de l'intervalle unité doit être de 1, on détermine alors la solution unique.

### Topologie
Supposons que l'on cherche à classer toutes les variétés bidimensionnelles compactes simplement connexes. Nous trouverions une solution essentiellement unique à ce problème : la 2-sphère. Dans ce cas, la solution est unique à un homéomorphisme près.

### Théorie de Lie
Un sous-groupe compact maximal d'un groupe de Lie semi-simple peut ne pas être unique, mais il est unique à une conjugaison près.